# Titancarbonitrid
Titancarbonitrid, oder auch Ti(C,N), ist ein Mischkristall aus Titannitrid und Titancarbid.
Die Verbindung zeichnet sich durch die extrem hohe Härte des Titancarbids und die chemische Beständigkeit des Titannitrids aus. Besonders bei der Beschichtung von Zerspanungswerkzeugen wird diese Verbindung häufig eingesetzt.

## Herstellung
Physikalische Gasphasenabscheidung (PVD):
{\displaystyle \mathrm {2\,Ti+N_{2}+2\,CH_{4}\longrightarrow 2\,Ti(C,N)+4\,H_{2}} } (hier: 50 % Titannitrid, 50 % Titancarbid)
Chemische Gasphasenabscheidung (CVD):
Hochtemperaturcarbonitrid (HT-Carbonitrid):
{\displaystyle \mathrm {2\,TiCl_{4}+N_{2}+2\,CH_{4}\longrightarrow Ti(C,N)+8\,HCl} } (hier: 50 % Titannitrid, 50 % Titancarbid)
Mitteltemperaturcarbonitrid (MT-Carbonitrid):
{\displaystyle \mathrm {2\,TiCl_{4}+CH_{3}\,\mathbf {CN} (+Sp{\ddot {u}}lgas\,H_{2})\longrightarrow Ti(C,N)+CH_{4}+4\,HCl} } (Immer: 50 % Titannitrid, 50 % Titancarbid)
Vorteil des Mitteltemperaturcarbonitrids ist das gleichmäßige Aufwachsen der Schicht durch die Cyanidgruppe des Acetonitrils.
Allerdings kann hier nur 50/50-Carbonitrid hergestellt werden. Beim HT-Carbonitrid hingegen spielen die unterschiedlichen Reaktionsgeschwindigkeiten des Methans und des Stickstoffs eine wesentliche Rolle.